# Giudizio universale (Venusti)
Il Giudizio universale è un dipinto tempera su tavola di Marcello Venusti, realizzato nel 1549 e conservato all'interno del Museo nazionale di Capodimonte, a Napoli.

## Storia e descrizione
Il dipinto venne commissionato dal cardinale Alessandro Farnese a Marcello Venusti nel 1549 in modo da poter conservare presso la propria collezione di famiglia una copia del Giudizio universale affrescato da Michelangelo Buonarroti nella cappella Sistina a Roma, terminato nel 1541. Giunto a Napoli come parte della collezione Farnese alla fine del XVIII secolo, è ospitato nella sala 9 del Museo di Capodimonte.
La particolarità dell'opera sta nel fatto che è una delle principali documentazioni di come si presentasse l'affresco michelangiolesco prima dei dettami imposti dal Concilio di Trento nel 1564, che portarono Daniele da Volterra a coprire quelle che erano le scene di nudo o comunque considerate indecenti. Tuttavia l'opera del Venusti, pur fedele all'originale, presenta delle diversificazioni soprattutto nella scena del Cristo Giudice, dove viene inserita una gloria di angeli in contrapposizione all'isolamento voluto da Michelangelo.